# Mixornis bornensis
A Mixornis bornensis a madarak osztályának verébalakúak (Passeriformes) rendjébe és a timáliafélék (Timaliidae) családjába tartozó faj.

## Rendszerezése
A fajt Charles Lucien Jules Laurent Bonaparte francia természettudós írta le 1850-ben. Besorolása vitatott, egyes szervezetek a Macronus nembe sorolják Macronus bornensis néven.

## Alfajai
- Mixornis bornensis argenteus (Chasen & Kloss, 1930)
- Mixornis bornensis bornensis (Bonaparte, 1850)
- Mixornis bornensis cagayanensis (Guillemard, 1885)
- Mixornis bornensis everetti (Hartert, 1894)
- Mixornis bornensis javanicus (Cabanis, 1850)
- Mixornis bornensis montanus (Sharpe, 1887)
- Mixornis bornensis zaperissus (Oberholser, 1932)
- Mixornis bornensis zopherus (Oberholser, 1917)

## Előfordulása
Délkelet-Ázsiában, Indonézia és Malajzia területén honos. Természetes élőhelyei a szubtrópusi vagy trópusi síkvidéki esőerdők, mangroveerdők, mocsári erdők, füves puszták és cserjések, mocsarak és tavak környékén, valamint ültetvények, szántóföldek és vidéki kertek. Állandó, nem vonuló faj.

## Megjelenése
Testhossza 12 centiméter, testtömege 13-19 gramm.

## Természetvédelmi helyzete
Az elterjedési területe nagyon nagy, egyedszáma pedig stabil. A Természetvédelmi Világszövetség Vörös listáján nem fenyegetett fajként szerepel.